# Llista de topònims de Pratdip
Llista de topònims (noms propis de lloc) del municipi de Pratdip, al Baix Camp
Informació actualitzada per un bot. Els canvis manuals es perdran quan s'actualitzi!

## avenc
| imatge | Nom                  | Ubicat a | instància de | Detalls | coordenades                                                          | Protecció | Commons (més fotos) | Dades a WD                    |
| ------ | -------------------- | -------- | ------------ | ------- | -------------------------------------------------------------------- | --------- | ------------------- | ----------------------------- |
|        | avenc de la Bassa    | Pratdip  | avenc        |         | 41° 02′ 23″ N, 0° 53′ 02″ E / 41.0397323605345°N,0.883828483207962°E |           |                     | Modifica les dades a Wikidata |
|        | avenc de la Figuera  | Pratdip  | avenc        |         | 41° 04′ 38″ N, 0° 54′ 45″ E / 41.0772551866307°N,0.912371065856493°E |           |                     | Modifica les dades a Wikidata |
|        | avenc del Marquès    | Pratdip  | avenc        |         | 41° 02′ 18″ N, 0° 52′ 16″ E / 41.03823637822°N,0.871076184344904°E   |           |                     | Modifica les dades a Wikidata |
|        | avenc del Pi         | Pratdip  | avenc        |         | 41° 04′ 47″ N, 0° 54′ 18″ E / 41.0796960793879°N,0.904925444631814°E |           |                     | Modifica les dades a Wikidata |
|        | avenc del Pla        | Pratdip  | avenc        |         | 41° 04′ 48″ N, 0° 54′ 42″ E / 41.0799013238966°N,0.911763540947045°E |           |                     | Modifica les dades a Wikidata |
|        | avenc del Salvet     | Pratdip  | avenc        |         | 41° 04′ 29″ N, 0° 51′ 47″ E / 41.074721574561°N,0.863114467011514°E  |           |                     | Modifica les dades a Wikidata |
|        | avenc dels Ametllers | Pratdip  | avenc        |         | 41° 04′ 15″ N, 0° 53′ 46″ E / 41.0707621944808°N,0.896104148543655°E |           |                     | Modifica les dades a Wikidata |
|        | avencs de la Solana  | Pratdip  | avenc        |         | 41° 01′ 49″ N, 0° 52′ 34″ E / 41.0304039539659°N,0.876169758614777°E |           |                     | Modifica les dades a Wikidata |

## cabana
| imatge | Nom                   | Ubicat a | instància de | Detalls | coordenades                                                          | Protecció | Commons (més fotos) | Dades a WD                    |
| ------ | --------------------- | -------- | ------------ | ------- | -------------------------------------------------------------------- | --------- | ------------------- | ----------------------------- |
|        | Caseta Alino          | Pratdip  | cabana       |         | 41° 02′ 39″ N, 0° 54′ 37″ E / 41.0442951944606°N,0.910260694698327°E |           |                     | Modifica les dades a Wikidata |
|        | Claper de la Borja    | Pratdip  | cabana       |         | 41° 02′ 16″ N, 0° 54′ 45″ E / 41.0377358298582°N,0.912633334769736°E |           |                     | Modifica les dades a Wikidata |
|        | caseta de l'Isidret   | Pratdip  | cabana       |         | 41° 02′ 50″ N, 0° 54′ 41″ E / 41.0471820348672°N,0.911501877006207°E |           |                     | Modifica les dades a Wikidata |
|        | corral d'en Pellisser | Pratdip  | cabana       |         | 41° 04′ 42″ N, 0° 53′ 36″ E / 41.0784145747063°N,0.893431757231962°E |           |                     | Modifica les dades a Wikidata |
|        | corral de Ca la Torre | Pratdip  | cabana       |         | 41° 04′ 44″ N, 0° 51′ 39″ E / 41.0788145529106°N,0.860886847454316°E |           |                     | Modifica les dades a Wikidata |
|        | corral de Can Barber  | Pratdip  | cabana       |         | 41° 02′ 18″ N, 0° 54′ 00″ E / 41.0382818432778°N,0.900053726346571°E |           |                     | Modifica les dades a Wikidata |
|        | corral de la Borja    | Pratdip  | cabana       |         | 41° 02′ 26″ N, 0° 54′ 31″ E / 41.0405267147649°N,0.90858356446796°E  |           |                     | Modifica les dades a Wikidata |
|        | corral del Salvet     | Pratdip  | cabana       |         | 41° 04′ 32″ N, 0° 51′ 40″ E / 41.0754795138382°N,0.861244972246877°E |           |                     | Modifica les dades a Wikidata |
|        | les Saleres           | Pratdip  | cabana       |         | 41° 04′ 30″ N, 0° 51′ 43″ E / 41.0749623189956°N,0.862011615406332°E |           |                     | Modifica les dades a Wikidata |

## castell
| imatge | Nom                     | Ubicat a | instància de | Detalls                    | coordenades                                                                       | Protecció                                            | Commons (més fotos) | Dades a WD                    |
| ------ | ----------------------- | -------- | ------------ | -------------------------- | --------------------------------------------------------------------------------- | ---------------------------------------------------- | ------------------- | ----------------------------- |
|        | Castellet de les Mugues | Pratdip  | castell      |                            | 41° 02′ 27″ N, 0° 53′ 44″ E / 41.0409667338819°N,0.895649871701553°E              |                                                      |                     | Modifica les dades a Wikidata |
|        | castell de Pratdip      | Pratdip  | castell      | Estil: arquitectura gòtica | 41° 03′ 01″ N, 0° 52′ 19″ E / 41.0502°N,0.871835°E ca:Carrer del Castell 248 msnm | bé d'interès cultural bé cultural d'interès nacional | Castell de Pratdip  | Modifica les dades a Wikidata |

## cova
| imatge | Nom                        | Ubicat a | instància de | Detalls | coordenades                                                          | Protecció | Commons (més fotos) | Dades a WD                    |
| ------ | -------------------------- | -------- | ------------ | ------- | -------------------------------------------------------------------- | --------- | ------------------- | ----------------------------- |
|        | Cova Llarga                | Pratdip  | cova         |         | 41° 03′ 10″ N, 0° 50′ 57″ E / 41.0527704731648°N,0.849058907937117°E |           |                     | Modifica les dades a Wikidata |
|        | cova d'en Bargalló         | Pratdip  | cova         |         | 41° 02′ 37″ N, 0° 53′ 15″ E / 41.0435389045596°N,0.887561155460354°E |           |                     | Modifica les dades a Wikidata |
|        | cova d'en Marco            | Pratdip  | cova         |         | 41° 03′ 35″ N, 0° 54′ 48″ E / 41.0598523710828°N,0.913326270641864°E |           |                     | Modifica les dades a Wikidata |
|        | cova d'en Marian           | Pratdip  | cova         |         | 41° 01′ 50″ N, 0° 52′ 45″ E / 41.0304518898609°N,0.879260845850486°E |           |                     | Modifica les dades a Wikidata |
|        | cova de Cal Pla            | Pratdip  | cova         |         | 41° 02′ 21″ N, 0° 50′ 10″ E / 41.0392396662865°N,0.83597360180457°E  |           |                     | Modifica les dades a Wikidata |
|        | cova de la Mina            | Pratdip  | cova         |         | 41° 04′ 37″ N, 0° 51′ 11″ E / 41.0769010120192°N,0.852926232597914°E |           |                     | Modifica les dades a Wikidata |
|        | cova de la Ponça           | Pratdip  | cova         |         | 41° 04′ 04″ N, 0° 53′ 52″ E / 41.0677745239064°N,0.897734715345224°E |           |                     | Modifica les dades a Wikidata |
|        | cova de la Salve           | Pratdip  | cova         |         | 41° 04′ 17″ N, 0° 51′ 30″ E / 41.0712913130947°N,0.858345737528181°E |           |                     | Modifica les dades a Wikidata |
|        | cova del Blai              | Pratdip  | cova         |         | 41° 04′ 49″ N, 0° 54′ 10″ E / 41.0802268376097°N,0.902908755566913°E |           |                     | Modifica les dades a Wikidata |
|        | cova del Grau              | Pratdip  | cova         |         | 41° 03′ 38″ N, 0° 51′ 20″ E / 41.0605207249485°N,0.855553683335184°E |           |                     | Modifica les dades a Wikidata |
|        | cova del Marquès           | Pratdip  | cova         |         | 41° 02′ 15″ N, 0° 52′ 25″ E / 41.0375528925514°N,0.873572583725188°E |           |                     | Modifica les dades a Wikidata |
|        | cova del Menut             | Pratdip  | cova         |         | 41° 04′ 00″ N, 0° 51′ 58″ E / 41.0667687600278°N,0.866061749796465°E |           |                     | Modifica les dades a Wikidata |
|        | cova del Quicà             | Pratdip  | cova         |         | 41° 02′ 34″ N, 0° 54′ 36″ E / 41.0429019582444°N,0.909924081814081°E |           |                     | Modifica les dades a Wikidata |
|        | cova del Solà de la Guineu | Pratdip  | cova         |         | 41° 03′ 08″ N, 0° 54′ 57″ E / 41.0522170069839°N,0.915971179249383°E |           |                     | Modifica les dades a Wikidata |
|        | cova del Tabac             | Pratdip  | cova         |         | 41° 04′ 45″ N, 0° 52′ 26″ E / 41.0790289602127°N,0.873926107251795°E |           |                     | Modifica les dades a Wikidata |
|        | cova del Taller            | Pratdip  | cova         |         | 41° 02′ 53″ N, 0° 52′ 02″ E / 41.0480202698359°N,0.867286542676141°E |           |                     | Modifica les dades a Wikidata |
|        | cova del Toixó             | Pratdip  | cova         |         | 41° 03′ 55″ N, 0° 53′ 51″ E / 41.0654017724164°N,0.89752469107216°E  |           |                     | Modifica les dades a Wikidata |
|        | cova del Xirico            | Pratdip  | cova         |         | 41° 03′ 02″ N, 0° 54′ 17″ E / 41.0504992821491°N,0.904698153137691°E |           |                     | Modifica les dades a Wikidata |
|        | cova dels Lladres          | Pratdip  | cova         |         | 41° 03′ 58″ N, 0° 53′ 50″ E / 41.066151648763°N,0.897155661745534°E  |           |                     | Modifica les dades a Wikidata |

## entitat singular de població
| imatge | Nom                | Ubicat a | instància de                                   | Detalls | coordenades                                                                   | Protecció | Commons (més fotos) | Dades a WD                    |
| ------ | ------------------ | -------- | ---------------------------------------------- | ------- | ----------------------------------------------------------------------------- | --------- | ------------------- | ----------------------------- |
|        | Pratdip            | Pratdip  | entitat singular de població capital municipal | 455 hab | 41° 03′ 07″ N, 0° 52′ 17″ E / 41.05191°N,0.87135°E 234 msnm                   |           |                     | Modifica les dades a Wikidata |
|        | Santa Marina       | Pratdip  | entitat singular de població                   | 37 hab  | 41° 02′ 24″ N, 0° 51′ 22″ E / 41.039892620839°N,0.85622955631673°E 316 msnm   |           |                     | Modifica les dades a Wikidata |
|        | les Planes del Rei | Pratdip  | entitat singular de població                   | 271 hab | 41° 01′ 57″ N, 0° 53′ 53″ E / 41.0325576809313°N,0.898100075513646°E 114 msnm |           |                     | Modifica les dades a Wikidata |

## església
| imatge | Nom                     | Ubicat a | instància de    | Detalls                                  | coordenades                                                  | Protecció                   | Commons (més fotos)     | Dades a WD                    |
| ------ | ----------------------- | -------- | --------------- | ---------------------------------------- | ------------------------------------------------------------ | --------------------------- | ----------------------- | ----------------------------- |
|        | Ermita de Santa Marina  | Pratdip  | església ermita | Estil: arquitectura popular              | 41° 02′ 06″ N, 0° 50′ 56″ E / 41.0351°N,0.848822°E           | bé cultural d'interès local | Santa Marina de Pratdip | Modifica les dades a Wikidata |
|        | església de Santa Maria | Pratdip  | església        | Estil: arquitectura romànica gòtic tardà | 41° 03′ 03″ N, 0° 52′ 16″ E / 41.05081°N,0.871214°E 246 msnm | bé cultural d'interès local | Santa Maria de Pratdip  | Modifica les dades a Wikidata |

## font
| imatge | Nom                | Ubicat a | instància de | Detalls | coordenades                                                          | Protecció | Commons (més fotos) | Dades a WD                    |
| ------ | ------------------ | -------- | ------------ | ------- | -------------------------------------------------------------------- | --------- | ------------------- | ----------------------------- |
|        | font de l'Aufinac  | Pratdip  | font         |         | 41° 04′ 14″ N, 0° 54′ 27″ E / 41.070561020118°N,0.90760134798334°E   |           |                     | Modifica les dades a Wikidata |
|        | font de l'Ortiguer | Pratdip  | font         |         | 41° 03′ 15″ N, 0° 51′ 21″ E / 41.0543006836668°N,0.855767674875827°E |           |                     | Modifica les dades a Wikidata |
|        | font de la Costa   | Pratdip  | font         |         | 41° 03′ 26″ N, 0° 54′ 47″ E / 41.057200134229°N,0.913100735954739°E  |           |                     | Modifica les dades a Wikidata |
|        | font de la Ponça   | Pratdip  | font         |         | 41° 03′ 57″ N, 0° 53′ 50″ E / 41.0657832158673°N,0.897203107321746°E |           |                     | Modifica les dades a Wikidata |
|        | font del Capsa     | Pratdip  | font         |         | 41° 03′ 19″ N, 0° 51′ 59″ E / 41.055394342761°N,0.86643531541202°E   |           |                     | Modifica les dades a Wikidata |
|        | font del Pentinat  | Pratdip  | font         |         | 41° 03′ 12″ N, 0° 52′ 31″ E / 41.0534268251209°N,0.875203094091469°E |           |                     | Modifica les dades a Wikidata |

## masia
| imatge | Nom                      | Ubicat a | instància de | Detalls                     | coordenades                                                          | Protecció                   | Commons (més fotos) | Dades a WD                    |
| ------ | ------------------------ | -------- | ------------ | --------------------------- | -------------------------------------------------------------------- | --------------------------- | ------------------- | ----------------------------- |
|        | Ca l'Ermità              | Pratdip  | masia        |                             | 41° 02′ 13″ N, 0° 50′ 45″ E / 41.0368287602872°N,0.845747702286186°E |                             |                     | Modifica les dades a Wikidata |
|        | Ca l'Olla                | Pratdip  | masia        |                             | 41° 02′ 22″ N, 0° 50′ 48″ E / 41.0395295238813°N,0.846635104131295°E |                             |                     | Modifica les dades a Wikidata |
|        | Ca la Martina            | Pratdip  | masia        |                             | 41° 02′ 45″ N, 0° 50′ 59″ E / 41.0458725285531°N,0.849628666666968°E |                             |                     | Modifica les dades a Wikidata |
|        | Caseta de Ca l'Estudiant | Pratdip  | masia        |                             | 41° 03′ 25″ N, 0° 51′ 29″ E / 41.057040206239°N,0.85805253911571°E   |                             |                     | Modifica les dades a Wikidata |
|        | Caseta de l'Ermità       | Pratdip  | masia        |                             | 41° 03′ 43″ N, 0° 54′ 47″ E / 41.0618403395623°N,0.91318010761103°E  |                             |                     | Modifica les dades a Wikidata |
|        | Caseta del Porxo         | Pratdip  | masia        |                             | 41° 04′ 09″ N, 0° 54′ 20″ E / 41.0691977796954°N,0.905651627427703°E |                             |                     | Modifica les dades a Wikidata |
|        | Caseta del Quadrat       | Pratdip  | masia        |                             | 41° 04′ 13″ N, 0° 54′ 25″ E / 41.0701927095179°N,0.906869744171354°E |                             |                     | Modifica les dades a Wikidata |
|        | Caseta del Rabosa        | Pratdip  | masia        |                             | 41° 03′ 49″ N, 0° 54′ 55″ E / 41.0635069891623°N,0.915186226366383°E |                             |                     | Modifica les dades a Wikidata |
|        | Caseta del Xinco         | Pratdip  | masia        |                             | 41° 03′ 48″ N, 0° 54′ 44″ E / 41.0633189637742°N,0.912264596768851°E |                             |                     | Modifica les dades a Wikidata |
|        | Mas Encenedor            | Pratdip  | masia        |                             | 41° 04′ 55″ N, 0° 54′ 05″ E / 41.081822506781°N,0.901500953466226°E  |                             |                     | Modifica les dades a Wikidata |
|        | Mas d'en Bisbe           | Pratdip  | masia        |                             | 41° 02′ 44″ N, 0° 51′ 31″ E / 41.0455637630167°N,0.858680764850651°E |                             |                     | Modifica les dades a Wikidata |
|        | Mas d'en Cirici          | Pratdip  | masia        |                             | 41° 02′ 18″ N, 0° 51′ 07″ E / 41.0382775798027°N,0.851945898925084°E |                             |                     | Modifica les dades a Wikidata |
|        | Mas d'en Gallard         | Pratdip  | masia        |                             | 41° 03′ 32″ N, 0° 54′ 02″ E / 41.0589159455599°N,0.900456398109411°E |                             |                     | Modifica les dades a Wikidata |
|        | Mas d'en Monet           | Pratdip  | masia        |                             | 41° 04′ 41″ N, 0° 53′ 28″ E / 41.0781492516713°N,0.891238112625196°E |                             |                     | Modifica les dades a Wikidata |
|        | Mas d'en Pellisser       | Pratdip  | masia        |                             | 41° 04′ 47″ N, 0° 53′ 39″ E / 41.0798593830772°N,0.894123633233893°E |                             |                     | Modifica les dades a Wikidata |
|        | Mas d'en Pinton          | Pratdip  | masia        |                             | 41° 03′ 24″ N, 0° 53′ 08″ E / 41.0566873171764°N,0.885474460082055°E |                             |                     | Modifica les dades a Wikidata |
|        | Mas d'en Pinyol          | Pratdip  | masia        |                             | 41° 02′ 00″ N, 0° 53′ 18″ E / 41.0333740039223°N,0.888290695928607°E |                             |                     | Modifica les dades a Wikidata |
|        | Mas d'en Porxo           | Pratdip  | masia        | Estil: arquitectura popular | 41° 04′ 25″ N, 0° 53′ 22″ E / 41.073547°N,0.889452°E                 | bé cultural d'interès local |                     | Modifica les dades a Wikidata |
|        | Mas d'en Sabater         | Pratdip  | masia        |                             | 41° 02′ 28″ N, 0° 51′ 03″ E / 41.0412178932281°N,0.850708181619403°E |                             |                     | Modifica les dades a Wikidata |
|        | Mas d'en Senador         | Pratdip  | masia        |                             | 41° 05′ 00″ N, 0° 53′ 38″ E / 41.083235138293°N,0.894015827820369°E  |                             |                     | Modifica les dades a Wikidata |
|        | Mas d'en Toni Vives      | Pratdip  | masia        |                             | 41° 02′ 13″ N, 0° 51′ 04″ E / 41.0370353703679°N,0.851022733736832°E |                             |                     | Modifica les dades a Wikidata |
|        | Mas d'en Vernet          | Pratdip  | masia        |                             | 41° 02′ 46″ N, 0° 51′ 41″ E / 41.0460732199157°N,0.861376877461964°E |                             |                     | Modifica les dades a Wikidata |
|        | Mas d'en Xeco            | Pratdip  | masia        |                             | 41° 02′ 39″ N, 0° 50′ 18″ E / 41.04406019398°N,0.83824870987046°E    |                             |                     | Modifica les dades a Wikidata |
|        | Mas de Cal Marco         | Pratdip  | masia        |                             | 41° 03′ 36″ N, 0° 53′ 04″ E / 41.059963486673°N,0.884357986438045°E  |                             |                     | Modifica les dades a Wikidata |
|        | Mas de Sant Miquel       | Pratdip  | masia        |                             | 41° 02′ 31″ N, 0° 51′ 13″ E / 41.0420006879985°N,0.853561724073772°E |                             |                     | Modifica les dades a Wikidata |
|        | Mas de l'Abellar         | Pratdip  | masia        |                             | 41° 01′ 43″ N, 0° 52′ 35″ E / 41.0286039939342°N,0.876251411149741°E |                             |                     | Modifica les dades a Wikidata |
|        | Mas de l'Escoda          | Pratdip  | masia        |                             | 41° 03′ 27″ N, 0° 54′ 42″ E / 41.0574882679015°N,0.911604170648466°E |                             |                     | Modifica les dades a Wikidata |
|        | Mas de la Borja          | Pratdip  | masia        |                             | 41° 02′ 28″ N, 0° 54′ 42″ E / 41.0412050227393°N,0.911714707658138°E |                             |                     | Modifica les dades a Wikidata |
|        | Mas de la Cabrafiga      | Pratdip  | masia        |                             | 41° 02′ 37″ N, 0° 54′ 19″ E / 41.0435218455575°N,0.905371661307786°E |                             |                     | Modifica les dades a Wikidata |
|        | Mas de la Carabassa      | Pratdip  | masia        |                             | 41° 04′ 05″ N, 0° 52′ 50″ E / 41.0681096614514°N,0.880633438155665°E |                             |                     | Modifica les dades a Wikidata |
|        | Mas de la Xixa           | Pratdip  | masia        |                             | 41° 03′ 30″ N, 0° 53′ 47″ E / 41.0583710252229°N,0.896261210389627°E |                             |                     | Modifica les dades a Wikidata |
|        | Mas del Bater            | Pratdip  | masia        |                             | 41° 02′ 53″ N, 0° 54′ 30″ E / 41.048086797912°N,0.90824891539199°E   |                             |                     | Modifica les dades a Wikidata |
|        | Mas del Colomer          | Pratdip  | masia        |                             | 41° 03′ 15″ N, 0° 52′ 26″ E / 41.0542651193119°N,0.873772025346649°E |                             |                     | Modifica les dades a Wikidata |
|        | Maset de Cal Llana       | Pratdip  | masia        |                             | 41° 02′ 05″ N, 0° 51′ 58″ E / 41.0347406045857°N,0.866157068683892°E |                             |                     | Modifica les dades a Wikidata |
|        | Maset de l'Estudiant     | Pratdip  | masia        |                             | 41° 03′ 33″ N, 0° 51′ 43″ E / 41.0591082460256°N,0.861942213485553°E |                             |                     | Modifica les dades a Wikidata |
|        | les Masones              | Pratdip  | masia        |                             | 41° 04′ 09″ N, 0° 53′ 21″ E / 41.0692738355948°N,0.889093879118493°E |                             |                     | Modifica les dades a Wikidata |
|        | lo Balneari              | Pratdip  | masia        |                             | 41° 02′ 11″ N, 0° 50′ 54″ E / 41.0363071951878°N,0.848203342046886°E |                             |                     | Modifica les dades a Wikidata |
|        | lo Grasset               | Pratdip  | masia        |                             | 41° 02′ 25″ N, 0° 51′ 06″ E / 41.0402735480887°N,0.851750116075766°E |                             |                     | Modifica les dades a Wikidata |
|        | lo Parreu                | Pratdip  | masia        |                             | 41° 02′ 22″ N, 0° 50′ 42″ E / 41.0395249591512°N,0.84494597473224°E  |                             |                     | Modifica les dades a Wikidata |
|        | lo Xollat                | Pratdip  | masia        |                             | 41° 02′ 21″ N, 0° 51′ 25″ E / 41.0390448342324°N,0.856869782986868°E |                             |                     | Modifica les dades a Wikidata |

## molí d'aigua
| imatge | Nom                         | Ubicat a | instància de | Detalls                     | coordenades                                          | Protecció                                  | Commons (més fotos) | Dades a WD                    |
| ------ | --------------------------- | -------- | ------------ | --------------------------- | ---------------------------------------------------- | ------------------------------------------ | ------------------- | ----------------------------- |
|        | Els Tres Molins de Pratdip  | Pratdip  | molí d'aigua | Estil: arquitectura popular | 41° 02′ 59″ N, 0° 52′ 20″ E / 41.0497°N,0.872304°E   | bé cultural d'interès local                |                     | Modifica les dades a Wikidata |
|        | Molí fariner de Ca la Torre | Pratdip  | molí d'aigua | Estil: arquitectura popular | 41° 02′ 05″ N, 0° 53′ 24″ E / 41.034748°N,0.889929°E | bé integrant del patrimoni cultural català |                     | Modifica les dades a Wikidata |
|        | Molí fariner de la Creueta  | Pratdip  | molí d'aigua | Estil: arquitectura popular | 41° 02′ 28″ N, 0° 52′ 46″ E / 41.041168°N,0.879534°E | bé integrant del patrimoni cultural català |                     | Modifica les dades a Wikidata |

## muntanya
| imatge | Nom                  | Ubicat a                                     | instància de | Detalls | coordenades                                                             | Protecció | Commons (més fotos)       | Dades a WD                    |
| ------ | -------------------- | -------------------------------------------- | ------------ | ------- | ----------------------------------------------------------------------- | --------- | ------------------------- | ----------------------------- |
|        | Cavall Bernat        | Colldejou Pratdip                            | muntanya     |         | 41° 05′ 03″ N, 0° 52′ 31″ E / 41.0840507023°N,0.875157009664°E 840 msnm |           | Cavall Bernat de Llabería | Modifica les dades a Wikidata |
|        | Coll del Marquès     | Pratdip                                      | muntanya     |         | 41° 02′ 11″ N, 0° 52′ 33″ E / 41.0364°N,0.875744°E 501 msnm             |           |                           | Modifica les dades a Wikidata |
|        | Güena                | Pratdip                                      | muntanya     |         | 41° 02′ 25″ N, 0° 52′ 07″ E / 41.04027778°N,0.86859889°E 498.5 msnm     |           |                           | Modifica les dades a Wikidata |
|        | Mola de la Viuda     | Pratdip Vandellòs i l'Hospitalet de l'Infant | muntanya     |         | 41° 02′ 16″ N, 0° 50′ 14″ E / 41.0377°N,0.837192°E 593.1 msnm           |           |                           | Modifica les dades a Wikidata |
|        | Puig de la Cabrafiga | Pratdip                                      | muntanya     |         | 41° 03′ 12″ N, 0° 53′ 42″ E / 41.0534399179°N,0.895050001562°E 614 msnm |           | Puig de la Cabrafiga      | Modifica les dades a Wikidata |
|        | Roca del Migdia      | Pratdip                                      | muntanya     |         | 41° 03′ 04″ N, 0° 52′ 36″ E / 41.051°N,0.876556°E 368.1 msnm            |           |                           | Modifica les dades a Wikidata |
|        | Tossal del Toniet    | Pratdip                                      | muntanya     |         | 41° 18′ 39″ N, 0° 58′ 01″ E / 41.310825°N,0.96689°E 1036.7 msnm         |           |                           | Modifica les dades a Wikidata |
|        | l'Aufinac            | Pratdip                                      | muntanya     |         | 41° 03′ 51″ N, 0° 54′ 20″ E / 41.06416667°N,0.90549167°E 344.9 msnm     |           |                           | Modifica les dades a Wikidata |
|        | les Moles            | Tivissa Pratdip                              | muntanya     |         | 41° 03′ 46″ N, 0° 51′ 25″ E / 41.0628°N,0.856892°E 672.9 msnm           |           |                           | Modifica les dades a Wikidata |

## pont
| imatge | Nom                          | Ubicat a | instància de | Detalls                     | coordenades                                                         | Protecció                                  | Commons (més fotos) | Dades a WD                    |
| ------ | ---------------------------- | -------- | ------------ | --------------------------- | ------------------------------------------------------------------- | ------------------------------------------ | ------------------- | ----------------------------- |
|        | Pont a Pratdip               | Pratdip  | pont         | Estil: arquitectura popular |                                                                     | bé integrant del patrimoni cultural català |                     | Modifica les dades a Wikidata |
|        | Pont del Barranc de la Dòvia | Pratdip  | pont         |                             | 41° 02′ 13″ N, 0° 53′ 27″ E / 41.0369700360737°N,0.89086420214003°E |                                            |                     | Modifica les dades a Wikidata |

## serra
| imatge | Nom                   | Ubicat a                                          | instància de                                        | Detalls                        | coordenades                                                         | Protecció | Commons (més fotos) | Dades a WD                    |
| ------ | --------------------- | ------------------------------------------------- | --------------------------------------------------- | ------------------------------ | ------------------------------------------------------------------- | --------- | ------------------- | ----------------------------- |
|        | Muntanya Blanca       | Mont-roig del Camp Pratdip Vilanova d'Escornalbou | serra                                               |                                | 41° 04′ 54″ N, 0° 54′ 45″ E / 41.0817°N,0.91255°E 549.7 msnm        |           |                     | Modifica les dades a Wikidata |
|        | Serra de Santa Marina | Pratdip Vandellòs i l'Hospitalet de l'Infant      | serra                                               |                                | 41° 01′ 47″ N, 0° 50′ 59″ E / 41.0297°N,0.849617°E 593.1 msnm       |           |                     | Modifica les dades a Wikidata |
|        | Serres del Garriol    | Colldejou Pratdip                                 | serra                                               |                                | 41° 05′ 10″ N, 0° 53′ 18″ E / 41.0861°N,0.888208°E 181.1 msnm       |           |                     | Modifica les dades a Wikidata |
|        | serra de Güena        | Pratdip                                           | serra                                               |                                | 41° 02′ 25″ N, 0° 52′ 07″ E / 41.04027778°N,0.86859889°E 498.5 msnm |           |                     | Modifica les dades a Wikidata |
|        | serra de Llaberia     | Colldejou Pratdip Tivissa                         | serra àrea protegida Pla d'Espais d'Interès Natural | 1992 Superfície: 10368.39762ha | 41° 05′ 23″ N, 0° 51′ 54″ E / 41.08972222°N,0.865°E 918.3 msnm      |           | Serra de Llaberia   | Modifica les dades a Wikidata |
|        | serra de la Borja     | Pratdip                                           | serra                                               |                                | 41° 02′ 16″ N, 0° 54′ 26″ E / 41.0377°N,0.907269°E 181.1 msnm       |           |                     | Modifica les dades a Wikidata |

## torre de defensa
| imatge | Nom              | Ubicat a | instància de     | Detalls      | coordenades                                                                        | Protecció                                            | Commons (més fotos)        | Dades a WD                    |
| ------ | ---------------- | -------- | ---------------- | ------------ | ---------------------------------------------------------------------------------- | ---------------------------------------------------- | -------------------------- | ----------------------------- |
|        | Torre del Capet  | Pratdip  | torre de defensa |              | 41° 03′ 04″ N, 0° 52′ 17″ E / 41.051115°N,0.871376°E ca:Carrer del Portal 243 msnm | bé d'interès cultural bé cultural d'interès nacional | Torre del Capet (Pratdip)  | Modifica les dades a Wikidata |
|        | torre de defensa | Pratdip  | torre de defensa | 14th century | 41° 03′ 03″ N, 0° 52′ 17″ E / 41.050789°N,0.871445°E ca:Carrer Castell, 1 245 msnm | bé cultural d'interès nacional                       | Torre de defensa (Pratdip) | Modifica les dades a Wikidata |

## Misc
| imatge | Nom                          | Ubicat a                                                        | instància de      | Detalls                     | coordenades                                                                                               | Protecció                                  | Commons (més fotos)      | Dades a WD                    |
| ------ | ---------------------------- | --------------------------------------------------------------- | ----------------- | --------------------------- | --- | ------------------------------------------ | ------------------------ | ----------------------------- |
|        | Cabrafiga                    | Pratdip                                                         | vèrtex geodèsic   | Alt: 1.16m                  | 41° 03′ 12″ N, 0° 53′ 42″ E / 41.053443°N,0.895067°E 613.5 msnm                                           |                                            |                          | Modifica les dades a Wikidata |
|        | Forn del Mas de Vidriers     | Pratdip                                                         | forn de calç      | Estil: arquitectura popular | | bé integrant del patrimoni cultural català |                          | Modifica les dades a Wikidata |
|        | Forn del coll del Guix       | Pratdip                                                         | forn de guix      | Estil: arquitectura popular | | bé integrant del patrimoni cultural català |                          | Modifica les dades a Wikidata |
|        | Pedrera del Coll de Prevell  | Pratdip                                                         | pedrera           |                             | 41° 03′ 00″ N, 0° 51′ 47″ E / 41.0501294985882°N,0.86299452160844°E                                       |                                            |                          | Modifica les dades a Wikidata |
|        | Sant Isidre                  | Pratdip                                                         | oratori           | Estat: ruïnós               | 41° 02′ 47″ N, 0° 52′ 42″ E / 41.04642°N,0.878199°E 211 msnm                                              |                                            |                          | Modifica les dades a Wikidata |
|        | casa consistorial de Pratdip | Pratdip                                                         | casa consistorial |                             | 41° 03′ 06″ N, 0° 52′ 18″ E / 41.051542627252395°N,0.8715724146040996°E                                   |                                            |                          | Modifica les dades a Wikidata |
|        | creu de terme de Pratdip     | Pratdip                                                         | creu de terme     |                             | 41° 03′ 06″ N, 0° 52′ 11″ E / 41.051572°N,0.869595°E                                                      | bé integrant del patrimoni cultural català | Creu de terme de Pratdip | Modifica les dades a Wikidata |
|        | la Creueta                   | Pratdip                                                         | granja            |                             | 41° 02′ 32″ N, 0° 52′ 48″ E / 41.0420918540037°N,0.879886403980464°E                                      |                                            |                          | Modifica les dades a Wikidata |
|        | riu de Llastres              | Vandellòs i l'Hospitalet de l'Infant Pratdip Mont-roig del Camp | curs d'aigua      | Desemboca: mar Mediterrània | 41° 02′ 18″ N, 0° 47′ 36″ E / 41.038228°N,0.793463°E 40° 59′ 29″ N, 0° 55′ 54″ E / 40.991492°N,0.931749°E |                                            | Riu de Llastres          | Modifica les dades a Wikidata |